# فوسيني كوليبالي
فوسيني كوليبالي، ولد في 10 أغسطس 1989

، لاعب كرة قدم من ساحل العاج يلعب كلاعب وسط في نادي الترجي الرياضي التونسي.

## سيرة شخصية
في ديسمبر 2017، اتخذت الجامعة التونسية لكرة القدم خطوات لضمان حصول كوليبالي على الجنسية التونسية بهدف اندماجه في المنتخب الوطني التونسي لكرة القدم. حتى أنه تمَّ إدراجه في قائمة تضم 27 لاعباً تم استدعاؤهم لدورة تحضيرية لكأس العالم 2018، لكن في النهاية تراجع الاتحاد التونسي لكرة القدم عن القرار. ثم أصبح لاعبًا دوليًا مع منتخب بلده ساحل العاج وشارك في 4 مباريات.

## مسيرة كُروية
- 2010 - أغسطس 2013: ستيلا أبيدجان ( ساحل العاج)
- أغسطس 2013 - يوليو 2014: الاتحاد الرياضي المنستيري ( تونس)
- منذ يوليو 2014: الترجي الرياضي التونسي ( تونس)
  - يناير - يونيو 2015: الملعب التونسي ( تونس) على سبيل الإعارة.
  - منذ يونيو 2015: الترجي الرياضي التونسي ( تونس)

## تتويجات
- كأس ساحل العاج: .2012
- كأس تونس: 2016.
- بطولة تونس: 2017، 2018، 2019، 2020، 2021، 2022.
- كأس السوبر التونسي: 2019، 2020.
- بطولة الأندية العربية: 2017.
- الفائز بدوري أبطال أفريقيا ( 2 ): 2018، 2019. مع الترجي الرياضي التونسي.

## روابط خارجية
- فوسيني كوليبالي على موقع قاعدة بيانات كرة القدم.إي يو (الإنجليزية)
- فوسيني كوليبالي على موقع ناشيونال فوتبول تيمز (الإنجليزية)
- فوسيني كوليبالي على موقع Soccerway.com (الإنجليزية)